# Istanbul (Pamuk)
Istanbul è un saggio di Orhan Pamuk scritto nel 2003.

## Trama
Orhan Pamuk racconta Istanbul in modo molto personale, esponendo i propri ricordi dall'infanzia alla giovinezza. Si interrompe nel 1972, quando ha vent'anni e decide di fare lo scrittore.
La sua famiglia è molto benestante: il nonno si è arricchito nell'Ottocento con la costruzione delle ferrovie e il padre e lo zio, per quanto abbiano intrapreso speculazioni sbagliate, non sono riusciti a dilapidare l'intero patrimonio familiare.
La madre è molto bella (risulta anche dalle fotografie) ma il rapporto col marito è piuttosto teso, spesso lui si allontana per lunghi periodi. Si scoprirà che ha un appartamento dove vive con un'altra donna (sotto il cuscino un pigiama uguale a quello di casa, sul comodino lo stesso manuale per appassionati di Bridge). 
Il padre non è severo, come ci si potrebbe aspettare in una famiglia turca tradizionale, è invece leggero e con scarso senso della responsabilità, ma piuttosto simpatico, anche al figlio, nonostante tutto.
Orhan ha continui scontri, anche fisici, con il fratello maggiore, nei quali  ha sempre la peggio, ma che affronta con coraggio quasi masochistico. È un bambino buono e carino, apprezzato dagli adulti e dagli insegnanti, dei quali desidera l'approvazione, ma fondamentalmente triste. Inventa un suo doppio che si nasconde nei vicoli di Istanbul. La città è l'immagine della sua tristezza.
La famiglia Pamuk vive in un grande palazzo moderno, con tutti i parenti (fino a quando non sarà costretta a trasferirsi per motivi economici), è fondamentalmente laica e gaudente (celebra la fine del Ramadan solo per mangiare di più, senza aver fatto la dovuta penitenza), considera Allah una faccenda da poveri.
Durante l'adolescenza Orhan frequenta la scuola inglese, scopre la sua passione per la pittura, Istanbul è uno dei suoi soggetti preferiti. Si innamora di una ragazza di buona famiglia, che diventa sua modella e amante, ma i familiari di lei la allontanano mandandola a studiare in Svizzera.
Orhan non studia seriamente, si iscrive ad architettura, ma non frequenta e non porterà mai a termine gli studi, la madre lo rimprovera aspramente asserendo che come  pittore non avrà mai un futuro, ma lui diventerà scrittore.

## La città
Istanbul è vista come la città della tristezza, in cui si rispecchia il paesaggio interiore dell'autore. Viene quindi apprezzata nella sua decadenza: i vicoli fatiscenti e poco illuminati, le ville di legno sul Bosforo, testimonianza di antichi fasti, ora grigie e cadenti, spesso superstiti di incendi che le hanno devastate e che il giovane Pamuk osservava con gli amici dall'alto della collina con un sentimento  ambiguo di piacere e dolore.
Ricorda le gite domenicali, da bambino, sul Bosforo con la madre, per curare le tonsille con l'aria di mare, i tram, i fumosi battelli che attraversano il Mar Nero, il porto.
Ci sono altri vari ricordi corredati da foto in bianco e nero della famiglia e della città.

## Riferimenti letterari
L'autore è consapevole  che i suoi ricordi si fondono con la sua formazione letteraria che comprende autori turchi e occidentali, tra cui grandi viaggiatori francesi dell'Ottocento come Flaubert e un incisore austriaco di cui sono riprodotte varie stampe.
Pamuk sostiene che i turchi non possono ormai prescindere dal confronto con l'Occidente e anche loro vedono Istanbul con lo sguardo occidentale, non sanno essere indipendenti dal giudizio straniero.
La tristezza della città è dovuta a un mondo scomparso (l'Impero ottomano) di cui gli abitanti  sembrano portare in sé la traccia.